# Helgö (eiland)

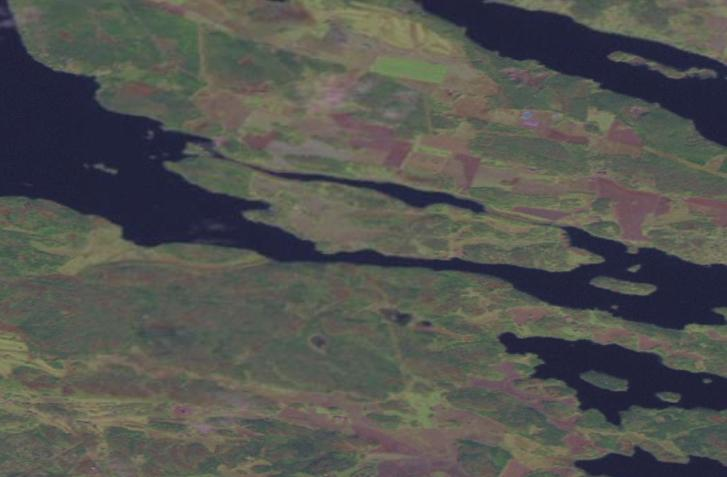

Helgö is een Zweeds eiland. Het ligt in het Mälarmeer ten westen van Stockholm en ten zuiden van het eiland Björkö. Het behoort tot de gemeente Ekerö en meet 1,5 bij 5 km.
Sinds 1954 worden er archeologische opgravingen gedaan.